# Derrygimlagh bog
Derrygimlagh bog is een veenmoeras nabij Clifden in het Ierse graafschap Galway, waar rijke archeologische vondsten van meer dan 6000 jaar oud gevonden werden. 
De plaats was ook historisch van belang. Op 17 oktober 1907 werd vanaf deze plaats de eerste succesvolle draadloze boodschap in morsecode over de Atlantische Oceaan uitgezonden door de Iers-Italiaans uitvinder Guglielmo Marconi. De Britse vliegeniers John Alcock en Arthur Whitten Brown maakten de eerste transatlantische vlucht in juni 1919. Ze vlogen met een Vickers Vimy (bommenwerper uit de Eerste Wereldoorlog) van St. John's (Newfoundland en Labrador) naar Derrigimlagh, Clifden.

## Fotogalerij

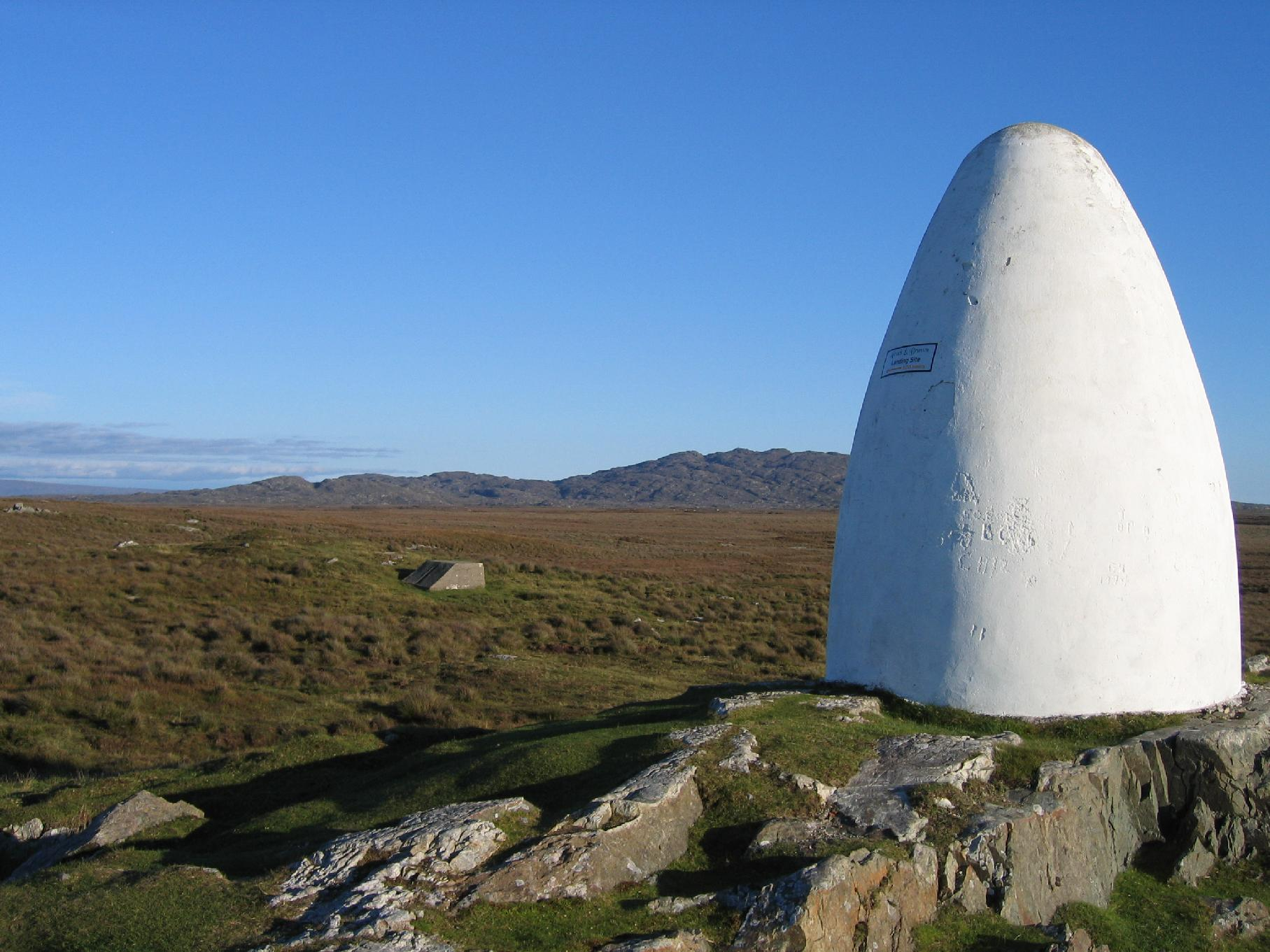
Monument op Derrygimlagh